# Tolvtone-teknik
Tolvtone-teknik (også kaldet dodekafoni) er en metode til musikalsk komposition udviklet af Arnold Schönberg. Musik der benytter sig af denne teknik kaldes tolvtonemusik. En anden østrigsk komponist, Josef Matthias Hauer, udviklede et lignende system på præcis det samme tidspunkt, men uden at have nogen forbindelser til Schönberg. Andre komponister har også benyttet systemer på musikskalaen, men Schönbergs metode er musikhistorisk set den mest betydningsfulde. Elisabeth Lutyens var den første i England, der benyttede sig af teknikken.[kilde mangler]
Tolvtoneteknikken indebærer at de tolv toner ligestilles gennem en regulering, frem for som i al tidligere musik at have grundtoner og skalaer som harmonisk-melodisk udgangspunkt. Det får den konsekvens at musikken bliver sværere tilgængelig, idet der ikke er nogen tonale holdepunkter for lytteren. For Schönberg var det en måde at forny traditionen på, hvor han bevarede alle andre traditionelle kompositionsteknikker (form, rytme, instrumentation etc.) – "ellers komponerer man som før", som han formulerede det.